# 大阪DMAT
大阪DMAT（おおさかディーマット）は、平成18年4月7日に発足した大阪府の災害派遣医療チームである。

## 概要
多数の負傷者が発生する大規模災害に早期に医療スタッフを投入するため、全国で発足しているチームの大阪府版である。18医療機関が指定を受ける。

## 活動内容
大規模災害や多傷病者が発生した事故などの現場に臨場し、急性期（おおむね48時間以内）に医療救護活動を行う。またSCUでの任務にも就く。

## スタッフ
医師、看護師、業務調整員（医師・看護師以外の医療職及び事務職員）で構成される。

## 移動手段
病院所有のドクターカー、DMATカー、大阪府ドクターヘリなどを利用する。またタクシーやレンタカーを利用する場合もある。

## 出動基準と出動範囲
大地震などの大規模災害には全国各地出動する。また府内やその近辺の局所災害には以下の基準で出動する。
1. 大規模な地震、自然災害又は事件・事故等が発生し大阪府又は消防機関が現地医療救護活動が必要と判断した場合
2. 大規模な地震、自然災害又は事件・事故等が発生し、災害拠点病院が現地医療救護活動が必要と判断した場合
3. その他、日常的な局地型災害や複数傷病者発生事案において現地医療救護活動が必要である場合など、大阪DMATが出動し対応することが効果的と認められる場合

## DMAT指定医療機関
- 大阪府立急性期・総合医療センター
- 大阪市立総合医療センター
- 国立病院機構大阪医療センター（院内に厚生労働省DMAT事務局を設置、東京都立川市の国立病院機構災害医療センターに次いで2カ所目[4]）
- 大阪赤十字病院
- 大阪公立大学医学部附属病院
- 済生会千里病院
- 大阪大学医学部附属病院
- 大阪医科薬科大学病院
- 関西医科大学附属病院（旧関西医科大学附属枚方病院）
- 関西医科大学総合医療センター（旧関西医科大学附属滝井病院）
- 大阪府立中河内救命救急センター
- 近畿大学病院
- 堺市立総合医療センター
- りんくう総合医療センター
  - 大阪府泉州救命救急センター
- 大阪府済生会富田林病院
- 大阪警察病院
- 多根総合病院